# قرار مجلس الأمن التابع للأمم المتحدة رقم 2087
قرار مجلس الأمن التابع للأمم المتحدة رقم 2087، المتخذ بالإجماع في 22 يناير 2013، بعد الإشارة إلى جميع القرارات السابقة ذات الصلة بشأن الوضع فيما يتعلق بكوريا الشمالية، بما في ذلك القرارات 825 (1993) و1540 (2004) و1695 (2006) و1718 (2006) و1874 (2009)، أدان المجلس إطلاق الصاروخ في 12 ديسمبر 2012 من قبل جمهورية كوريا الشعبية الديمقراطية. واستشهدت كوريا الشمالية بهذا القرار باعتباره سبب الأزمة الكورية عام 2013.[بحاجة لمصدر]

## روابط خارجية
- نص القرار في undocs.org